# Martin van Bentem
Martin van Bentem (* 15. März 1980 in Alkmaar, Niederlande) ist ein niederländischer Musicaldarsteller und Tänzer.

## Biografie
Martin van Bentem genoss eine intensive Ausbildung in lateinamerikanischem Tanz. Unter anderem nahm er im Danceclub Marcella van Altena Privatunterricht bei Louis van Amstel, dem ehemaligen Weltmeister in lateinamerikanischem Tanz. Gesangsunterricht erhielt er bei Mieke Westra. Er nahm an mehreren nationalen und internationalen Tanzwettbewerben teil, wurde 1996 niederländischer Jugendmeister und erreichte 2001 beim Dutch Championship Professionals Latin American Show Dance den zweiten Platz. Auch jazzige Rhythmen, Flamenco und Tango liegen Martin van Bentem.
Der Niederländer stand schon mit Linda de Mol für die Fernsehshow Home Run vor der Kamera und ist auch dem deutschen Publikum bekannt. In der Jubiläumssendung der Vorabend-Serie Gute Zeiten, schlechte Zeiten und in der Sat.1-Show Wer heiratet einen Millionär? war er als Tänzer zu sehen. 

## Karriere
Erste Musicalerfahrungen sammelte der Künstler bereits 2001 in der niederländischen Produktion von Saturday Night Fever als Ensemble-Tänzer und Cover für die Rolle des lateinamerikanischen Tänzers „Cesar Rodriguez“. Ebenfalls in den Niederlanden und im City Centre New York spielte er 2002 in Latin Fusion einen Tänzer, bis Mai 2003 im Musical Copacabana einen Bolero-Tänzer.
2003 hatte er sein erstes Engagement in einem Musical in Deutschland, bei der Produktion von Miami Nights im Düsseldorfer Capitol Theater tanzte er im Ensemble. Danach war van Bentem für die TV-Shows Star Duell und die RTL-Chart-Show als Tänzer engagiert. Im Musical Saturday Night Fever war er auf den Tourneestationen München, Basel und Düsseldorf als Erstbesetzung des „Cesar Rodriguez“ bis Januar 2006 dabei.
Ab März 2006 war er als „Johnny Castle“ bei Dirty Dancing – Das Original Live on Stage im Theater Neue Flora in Hamburg zu sehen.
Am 9. Dezember 2007 spielte er seine letzte Show in Hamburg und wechselte danach zu Dirty Dancing – het onvergetelijke verhaal nu in het theater nach Holland, wo er ab dem 9. März 2008 (Premiere) als „Johnny Castle“ im Beatrix Theater in Utrecht zu sehen war.